# Smilax verticalis
Smilax verticalis är en enhjärtbladig växtart som beskrevs av François Gagnepain. Smilax verticalis ingår i släktet Smilax och familjen Smilacaceae. Inga underarter finns listade.